# U.S. Route 12
Pour les articles homonymes, voir Route 12.
La U.S. Route 12 (US 12) est une US Route ouest–est reliant Aberdeen, Washington à Détroit, Michigan, sur près de 2 500 miles (4 000 km). La route a été largement remplacée par les Interstates I-90 et I-94, mais, contrairement à la majorité des US Routes ayant été remplacées par des Interstates, la US 12 demeure intacte sur son tracé en servant de lien important entre les petites communautés qu'elle croise. Le terminus ouest de la route est à Aberdeen à l'intersection avec la US 101 alors que son terminus est est au centre-ville de Détroit au coin de Michigan Avenue et Cass Avenue, près du Campus Martius Park.

## Description du tracé
|       | mi    | km    |
| ----- | ----- | ----- |
| WA    | 431   | 694   |
| ID    | 174   | 280   |
| MT    | 598   | 962   |
| ND    | 87    | 140   |
| SD    | 320   | 510   |
| MN    | 193   | 311   |
| WI    | 339   | 546   |
| IL    | 85    | 137   |
| IN    | 46    | 74    |
| MI    | 210   | 340   |
| Total | 2 484 | 3 998 |

### Washington

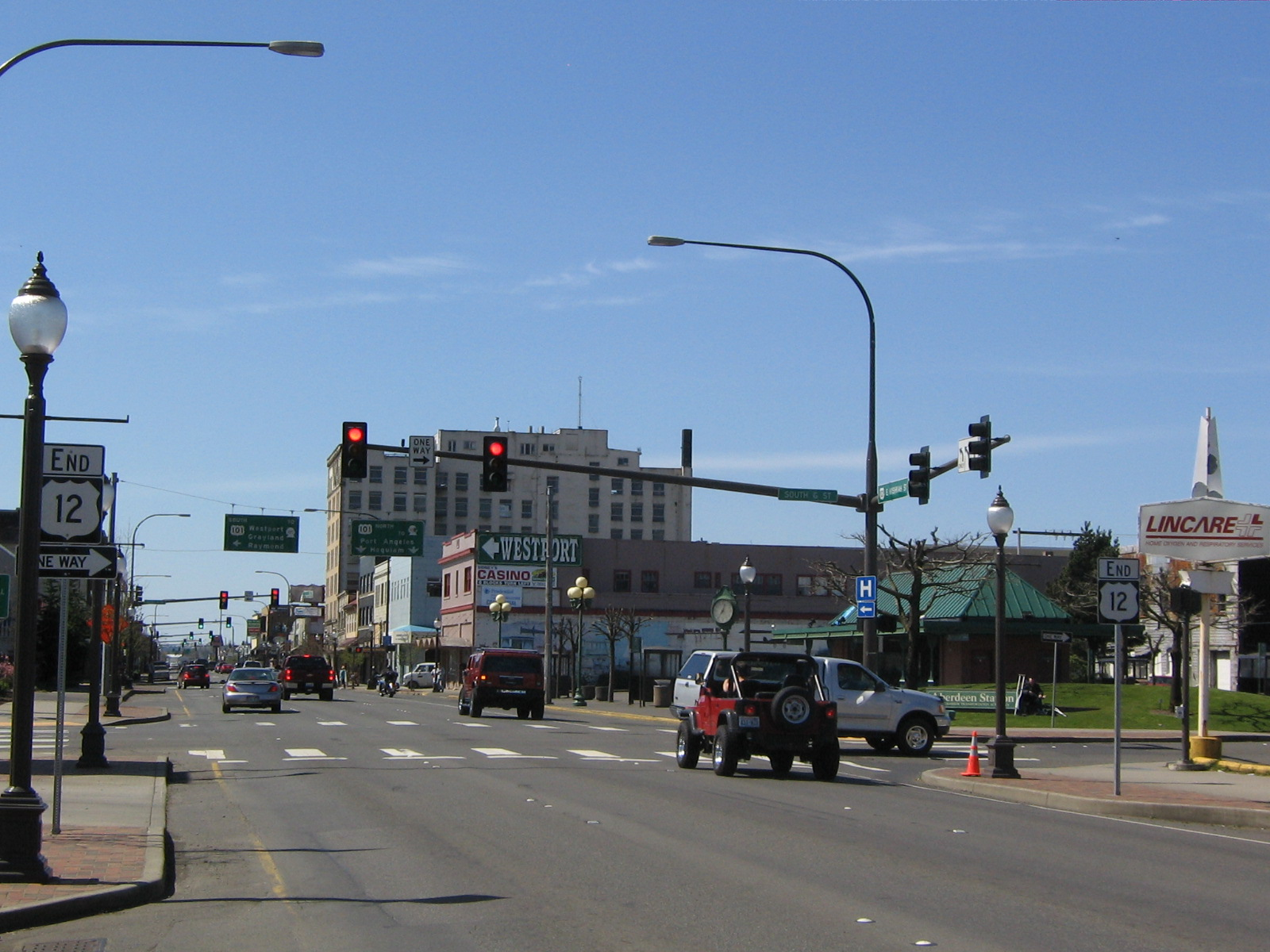
Terminus ouest à l'intersection avec la US 101 à Aberdeen, Washington

Le terminus ouest de la US 12 est situé à Aberdeen. La route suit grossièrement le tracé est de l'Expédition de Lewis et Clark, entre Wallula et Clarkston, faisant d'ailleurs partie de la Lewis and Clark National Historic Trail. Le terminus est de la route dans l'état est à Clarkston, où elle traverse la Snake River pour entrer à Lewiston, Idaho.

### Idaho
La US 12 entre dans l'état à Lewiston, traversant la Snake River depuis Clarkston, Washington. Elle remonte le court de la Clearwater River, formant un multiplex avec la US 95 sur sept miles (11 km). Elle se dirige alors vers Orofino, toujours en suivant la rivière jusqu'à Lowell, à la jonction des rivières the Lochsa et Selway. Elle continue en longeant la rivière Lochsa et fait l'ascension du col Lolo à la frontière avec le Montana. La majorité de la route en Idaho se trouve dans la Forêt nationale de Clearwater. Le segment est de la US 12, à travers une zone reculée de la forêt, en montagne jusqu'au col Lolo a été construite au début des années 1960, faisant de la US 12 la dernière US Route construite. Sur une distance d'environ 70 miles (110 km), aucun service n'est disponible, soit entre Lowell et Powell.

### Montana
Les 598 miles (962 km) dans les montagnes du Montana et ses plaines constitue la plus grande distance que parcourt la US 12 dans un état. Elle entre au Montana au Col Lolo, sept miles (11 km) au sud-ouest de Lolo Hot Springs dans la Forêt nationale de Lolo. Après avoir passé par Lolo Peak au sud et avoir parcouru 33 miles (53 km) vers l'est, elle rencontre la US 93 à Lolo et continue en multiplex vers le nord-est sur 7,5 miles (12,1 km). À la fin du multiplex, la US 12 continue vers le nord-est en passant par le centre-ville de Missoula, rencontrant éventuellement l'I-90. Elle forme un multiplex avec celle-ci pour 69 miles (111 km) jusqu'à Garrison, où elle continuera vers l'est en direction de Helena, 48,8 miles (78,5 km) plus loin. Pour s'y rendre, elle passe par Avon et Elliston, la Forêt national de Helena ainsi que la ligne continentale de partage des eaux au Col MacDonald. Au centre de Helena, elle passe au-dessus de l'I-15 et rencontre la US 287 pour former un multiplex vers Townsend, au sud-est. Là, elle se sépare de la US 287 et se dirige vers l'est. Au sud de White Sulphur Springs, la US 12 rencontre la US 89 et forme un multiplex avec celle-ci vers le nord. Peu après avoir quitté White Sulphur Springs, les routes se séparent et la US 12 continue vers l'est, jusqu'à sa jonction avec l'I-94, 233 miles (375 km) plus loin, à Forsyth, après être passé par Harlowton, Lavida, Roundup et Melstone. À Forsyth, la US 12 rejoint l'I-94 jusqu'à Miles City. Les routes se séparent un peu à l'est de la ville et la US 12 se dirige directement vers la frontière du Dakota du Nord, 92,4 miles (148,7 km) plus loin.

### Dakota du Nord
La US 12 est une route à deux voies parcourant 87,47 miles (140,77 km) dans les comtés d'Adams, de Bowman et de Slope dans le sud-ouest du Dakota du Nord. Elle passe par les villes de Marmarth, Rhame, Bowman, Scranton et Hettinger. À Bowman, la US 12 forme un multiplex avec la US 85 pour une courte distance dans la ville.

### Dakota du Sud
La US 12 entre dans le Dakota du Sud environ 10 miles (16 km) au nord-ouest de Lemmon avant d'entrer dans la Réserve indienne de Standing Rock. Pour les prochains 70 miles (110 km), la route est parallèle à la frontière du Dakota du Nord, se trouvant parfois à moins d'un mile (1,6 km). À Walker, la US 12 se dirige vers le sud-est pour traverser la rivière Missouri à Mobridge, quittant du même coup la réserve. À partir de là, elle continue vers l'est sur 18 miles (29 km), jusqu'à ce qu'elle rencontre la US 83 près de Selby. Les routes forment un multiplex pour sept miles (11 km) et, après que les routes se soient séparées, la US 12 reprend une orientation plein-est sur 80 miles (130 km) de route rurale. Un peu avant d'atteindre Aberdeen, elle devient une route à quatre voies avec intersections à niveau. Après avoir croisé la US 281, elle redevient une route à deux voies dans la ville d'Aberdeen. À la sortie est de la ville, elle redevient une route à quatre voies avec intersections à niveau jusqu'à l'I-29, près de Summit. Sur ce tracé, elle passe par Groton, Andover, Webster et Waubay. À l'est de l'I-29, elle se dirige vers le sud-est jusqu'à Milbank. À Milbank, elle bifurque vers le nord-est sur 12 miles (19 km), jusqu'à la frontière avec le Minnesota à Big Stone City.

### Minnesota
Entre la frontière avec le Dakota du Sud à Ortonville et Wayzata, la US 12 est surtout une route rurale à deux voies, à l'exception du segment à Willmar, où elle en compte quatre. À l'ouest de Wayzata, elle devient une autoroute à six voies, jusqu'à sa jonction avec l'I-394 à Minnetonka. Elle forme d'ailleurs un multiplex avec cette autoroute jusqu'à la jonction avec l'I-94, où elle devient concurrente avec cette dernière. Le multiplex avec l'I-94 se poursuit à travers Minneapolis et Saint Paul jusqu'à la frontière avec le Wisconsin à Hudson.

### Wisconsin

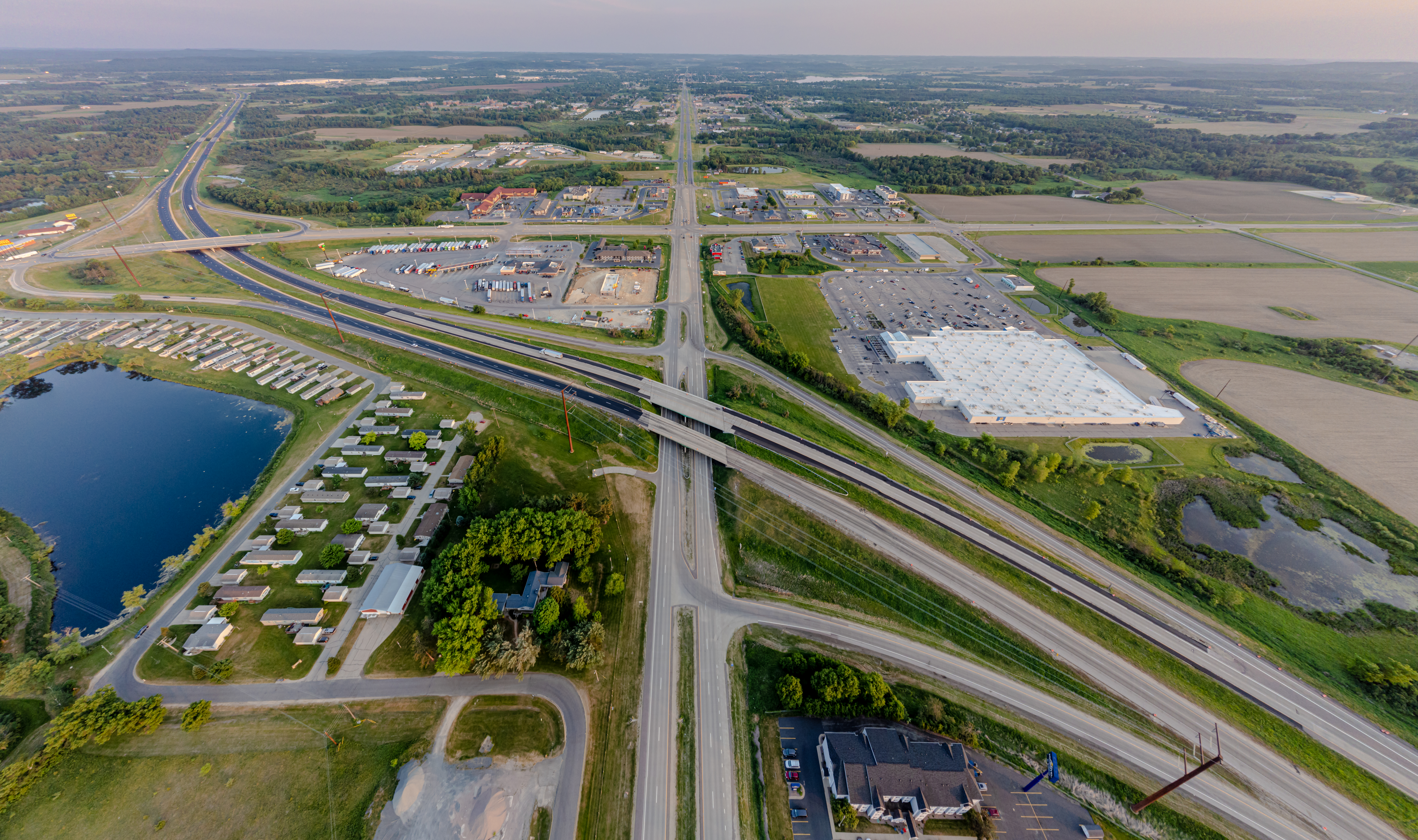
US 12 à Tomah, vers le sud depuis l'I-94

La US 12 traverse la rivière Sainte-Croix entre Lakeland, Minnesota et Hudson, Wisconsin en multiplex avec l'I-94. À l'est de la ville, les routes se séparent. La US 12 suit sensiblement le même tracé que l'I-94, mais plus au nord. Elle croise la US 63 à Baldwin et passe sous l'I-94 à Menomonie. Elle se dirige ensuite vers l'est en direction de Eau Claire. Elle traverse la ville et y croise la US 53. À Fall Creek, la US 12 tourne légèrement vers le sud-est en direction de Fairchild. Elle y forme un multiplex avec la US 10 et, après que les routes se soient séparées, se dirige vers le sud. La US 12 croise ensuite à nouveau l'I-94 à Black River Falls et reprend son tracé en parallèle à l'autoroute, vers le sud-est. La route passe par Millston et Kirby pour ensuite atteindre Tomah, où elle bifurque vers l'est, croise l'I-90 et longe le multiplex I-90 / I-94 en passant par Camp Douglas, New Lisbon, Mauston, Lyndon Station et Wisconsin Dells. La US 12 bifurque ensuite vers le sud en direction de Baraboo et Sauk City. Là, elle bifurque au sud-est vers Madison et passe par l'ouest et le sud de la ville, en multiplex d'abord avec la US 14, puis la US 18 se rajoute. La US 14 quitte le multiplex à Fitchburg et la US 18, plus à l'est, à Cambridge, après avoir croisé la US 51 et l'I-39 / I-90. Entre Middleton et Door Creek, la US 12 (et US 12 / US 14; US 12 / US 14 / US 18; US 12 / US 18) est une autoroute à six voies, connue comme "The Beltline". À Cambridge, elle bifurque vers le sud-est en direction de Fort Atkinson et Whitewater. Elle continue ensuite vers l'est et bifurque vers le sud pour atteindre Elkhorn. Elle y devient une autoroute à quatre voies jusqu'à la frontière avec l'Illinois à Genoa City.

### Illinois
En Illinois, la US 12 est une route reliant d'abord Richmond à Des Plaines, au sud-est. Elle bifurque ensuite vers le sud et passe par la région métropolitaine de Chicago, rejoignant la US 45. À Stone Park, la US 20 rejoint la US 12 / US 45. À Hickory Hills, la US 45 se sépare du multiplex et la US 12 / US 20 continue vers l'est sur la 95th Street dans les banlieues sud-ouest de Chicago. À partir de Hickory Hills, la US 12 / US 20 se dirige vers l'est presque jusqu'aux rives du Lac Michigan. Elle rejoint la US 41 et les trois routes forment un multiplex vers le sud-est jusqu'à la frontière avec l'Indiana.
La US 12 est nommée Rand Road dans les banlieues nord-ouest de Chicago. Au sud de Des Plaines, elle emprunte Mannheim Road, La Grange Road et, finalement, 95th Street, avant de rencontrer la US 41 sur Ewing Avenue et Indianapolis Avenue jusqu'à la frontière avec l'Indiana.

### Indiana
En Indiana, la US 12 suit la rive sud du Lac Michigan. Elle débute en multiplex avec la US 20 et la US 41 à Whiting. La US 41 quitte rapidement le multiplex, mais la US 12 / US 20 continue vers l'est en passant par East Chicago et Gary. Dans cette ville, elles se séparent mais les deux routes se longent vers le nord-est jusqu'à Michigan City. Alors que la US 20 demeure en Indiana, la US 12 continue vers le nord-est et entre au Michigan, à Michiana Shores.

### Michigan
La US 12 est désormais la seule US Route qui dessert le centre-ville de Détroit. Elle entre d'abord au Michigan à Michiana Falls, au sud-ouest de New Buffalo. Dans cette dernière ville, elle bifurque vers l'est et croise l'I-94. Elle continue vers l'est en passant par Three Oaks et Galien, croise la US 31 et se poursuit vers l'est. Elle passe au sud de Niles, elle entre à Edwardsburg et se continue via Mottville, White Pigeon, Sturgis, où elle bifurque vers le nord-est, Coldwater, où elle croise l'I-69, Jonesville et Ypsilanti. Dans cette ville, elle forme un court multiplex avec l'I-94 pour s'en détacher et continuer vers le nord-est. Elle croise ensuite l'I-275, la US 24 et l'I-94 avant de se tourner vers l'est et de continuer en ligne droite jusqu'au centre-ville de Détroit.

## Intersections majeures
Washington
 US 101 à Aberdeen
 I-5 à Grand Mound. Les routes forment un multiplex jusqu'au sud-est de Napavine.
 I-82 / US 97 à Yakima. L'I-82 / US 12 forment un multiplex jusqu'au sud de West Richland. La US 12 / US 97 forment un multiplex jusqu'au sud de Union Gap.
 I-182 au sud de West Richland. Les routes forment un multiplex jusqu'à Pasco.
 US 395 à Pasco. Les routes forment un multiplex dans la ville.
 US 730 au sud-ouest de Wallula
Idaho
 US 95 à Lewiston. Les routes forment un multiplex jusqu'au nord-ouest de Lapwai.
Montana
 US 93 à Lolo. Les routes forment un multiplex jusqu'à Missoula.
 I-90 à Missoula. Les routes forment un multiplex jusqu'à Garrison.
 I-15 / US 287 à Helena. La US 12 / US 287 forment un multiplex jusqu'à Townsend.
 US 89 au sud de White Sulphur Springs. Les routes forment un multiplex jusqu'au nord de White Sulphur Springs.
 US 191 à Harlowton. Les routes forment un multiplex jusqu'à l'est de Harlowton.
 US 87 au nord de Klein. Les routes forment un multiplex jusqu'à Roundup.
 I-94 au sud-ouest de Forsyth. Les routes forment un multiplex jusqu'au nord-est de Miles City.
Dakota du Nord
 US 85 à Bowman. Les routes forment un multiplex dans la ville.
Dakota du Sud
 US 83 au nord-ouest de Selby. Les routes forment un multiplex jusqu'au sud de Selby.
 US 281 à Aberdeen
 I-29/ US 81 au nord-ouest de Summit
Minnesota
 US 75 à Ortonville
 US 59 au nord de Holloway
 US 71 à Willmar
 I-394 / I-494 à Minnetonka. L'I-394 / US 12 forment un multiplex jusqu'à Minneapolis.
 US 169 à Saint Louis Park
 I-94 / I-394 / US 52 à Minneapolis. La US 12 / US 52 forment un multiplex jusqu'à Saint Paul. L'I-94 / US 12 forment un multiplex jusqu'à l'est de Hudson, Wisconsin.
 I-35W à Minneapolis
 I-35E à Saint Paul. Les routes forment un multiplex dans la ville.
 I-35E / US 10 à Saint Paul. La US 10 / US 12 forment un multiplex dans la ville.
 US 61 à Saint Paul. Les routes forment un multiplex dans la ville.
 I-494 / I-694 aux limites entre Woodbury et Oakdale
Wisconsin
 US 63 à Baldwin. Les routes forment un multiplex dans la ville.
 I-94 au nord-ouest de Elk Mound
 US 53 aux limites entre Eau Claire et Altoona
 US 10 au sud de Fairchild. Les routes forment un multiplex jusqu'au sud-est de Fairchild.
 I-94 à Black River Falls
 I-94 à Tomah
 I-90 à Tomah
 I-90 / I-94 à Lyndon
 I-90 / I-94 aux limites entre Lake Delton et Delton
 US 14 à Middleton. Les routes forment un multiplex jusqu'au sud de Madison.
 US 18 / US 151 à Madison. La US 12 / US 18 forment un multiplex jusqu'à Cambridge.
 I-39 / I-90 / à Madison
 I-43 à Elkhorn
Illinois
 US 45 à Des Plaines. Les routes forment un multiplex jusqu'à l'ouest des limites entre Palos Hills et Hickory Hills.
 US 14 à Des Plaines
 I-190 à l'ouest de Rosemont
 US 20 aux limites entre Melrose Park et Stone Park. Les routes forment un multiplex jusqu'à East Chicago, Indiana.
 I-290 aux limites entre Westchester, Hillside et Bellwood
 US 34 à La Grange
 I-55 aux limites entre Countryside et Hodgkins
 I-294 à Willow Springs
 I-294 aux limites entre Hickory Hills et Bridgeview
 US 41 à Chicago. Les routes forment un multiplex jusqu'au nord-ouest de Whiting, Indiana.
Indiana
 I-90 au nord-ouest de Whiting
 US 20 aux limites entre Hammond et Gary. Les routes forment un multiplex dans la ville.
 I-65 à Gary
 I-90 à Gary
Michigan
 I-94 à New Buffalo Township
 US 31 à Bertrand Township
 US 131 à White Pigeon
 I-69 Coldwater
 US 127 à Woodstock Township
 US 23 à Pittsfield Charter Township
 I-94 à Ypsilanti Township. Les routes forment un multiplex jusqu'à Ypsilanti.
 I-275 à Canton
 US 24 à Dearborn
 I-94 à Dearborn
Cass Avenue à Détroit

## Routes auxiliaires
- US 212, route ouest-est reliant le Parc national de Yellowstone, au Montana, à Edina, au Minnesota. À l'origine, la route avait un terminus est à Minneapolis, à la jonction avec la US 12.